# Östavalls IF
Östavalls IF är en svensk fotbollsklubb i Östavall, Ånge kommun.  De spelar sina hemmamatcher på Skogsvallens IP. Klubbens reservarena är Ånge IP och används när underlaget är undermåligt på ordinarie hemmaplan. 

## Om klubben
Efter att herrlaget spelat i de lägre divisionerna i Medelpad (division 4, 5 samt 6) så avancerade klubben i seriesystemet till säsongen 2017 då Östavalls IF premiärspelade i Division 3 Mellersta Norrland. Säsongen 2017 resulterade i en sjätteplats och säkrat nytt kontrakt och säsongen 2020 hamnade de ännu en gång på en sjätteplats i serien.  Säsongen 1973 hade klubben ett damlag i seriespel i Medelpads västra damserie där laget slutade på en fjärde och sista plats i tabellen.  Östavalls IF är en av 40 klubbar (noterat i maj 2021) som är anslutna till Medelpads Fotbollförbund. 